# Заноздра Микола Степанович
Микола Степанович Заноздра (9 грудня 1920, Канів — 28 вересня 1999, Київ) — український радянський кардіолог, науковець, викладач, доктор медичних наук (1962), професор (1967). Заслужений діяч науки та техніки України. Фахівець в галузі питань артеріальної гіпертензії.

## Життєпис
Народився 9 грудня 1920 року у Каневі. Син доктора медичних наук, Степана Федоровича Заноздри (1896—1953), уродженця Тростянця, що під Каневом
Закінчив Київський медичний інститут (1945). Один з останніх учнів академіка М. Д. Стражеска.
Викладав терапію та кардіологію у Київському інституті удосконалення лікарів (1950-55 рр.). Керівник відділів гіпертонічної хвороби, симптоматичних артеріальних гіпертензій Інституту кардіології імені академіка Стражеско М.Д (Київ). Співавтор підручників з питань діагностики та лікування гіпертонічної хвороби, гіпертонічних кризів, авторських свідоцтв на цю ж тематику.

Могила Миколи Заноздри, Байкове кладовище

Серед його наступників — професори Сіренко Ю. М., Свіщенко Є. П.
Крім медицини, також відомий як шахіст, виконав нормативи кандидата у майстри спорту.
Помер на 79-му році життя 28 вересня 1999 року. Похований на Байковому кладовищі.

## Публікації
Заноздра Н. С., Крищук А. А. Фармакология гипертонической болезни. — Киев: Здоров'я, 1983. — 111 с. — (Библиотека практического врача. Терапия).
Заноздра Н. С., Крищук А. А. Гипертонические кризы: пособ. для терапевтов, кардиологов, невропатологов, врачей неотложной помощи. — Киев: Здоров'я, 1987. — 163 с.

## Нагороди
- Заслужений діяч науки і техніки України
- Державна премія України у галузі науки і техніки
- Премія НАН України імені  М. Д. Стражеска (1993).

## Пам'ять
На 100-річчя з дня народження Миколи Заноздри відгукнулась Національна наукова медична бібліотека України.